# Wii Sensorbalk

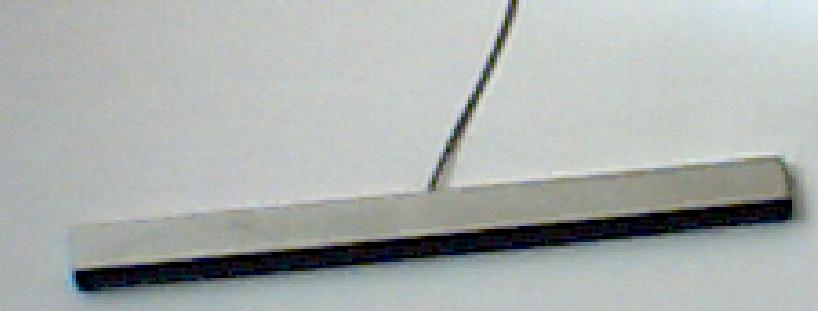
De Wii Sensorbalk

De Wii Sensorbalk is een accessoire dat met de Nintendo Wii wordt meegeleverd en daarop kan worden aangesloten.
In de Wii-afstandsbediening zit een infraroodcamera, die de sensorbar registreert. De sensorbar is dus niets meer dan een paar infraroodlampjes. Dankzij dit accessoire kunnen op de Wii-spellen worden gespeeld, zoals tennissen bij Wii Sports, door middel van beweging.